# Pseudomugil reticulatus
Pseudomugil reticulatus är en fiskart som beskrevs av Allen och Ivantsoff, 1986. Pseudomugil reticulatus ingår i släktet Pseudomugil och familjen Pseudomugilidae. Inga underarter finns listade i Catalogue of Life.